# Nikita (namn)

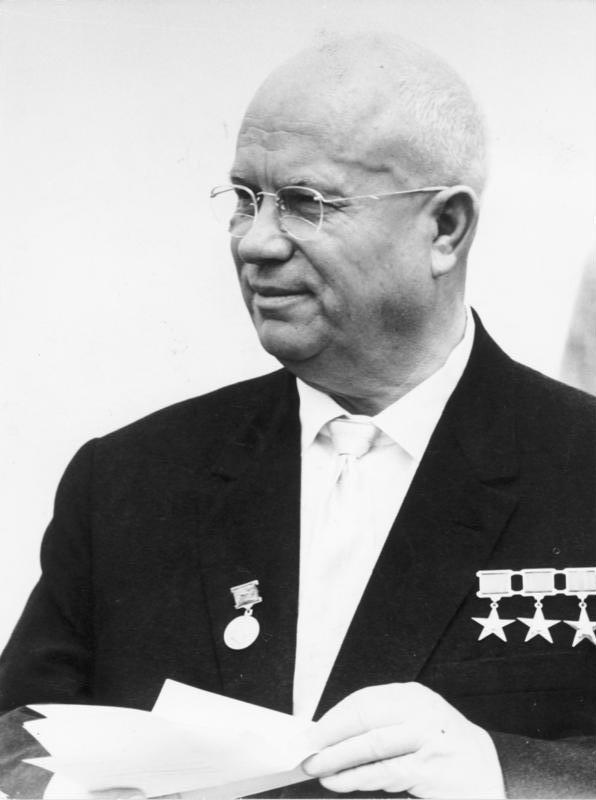
Nikita Chrusjtjov, 1963.

Nikita är ett ryskt namn som kommer från det grekiska Aniketos, som betyder "oövervinnerlig". I Ryssland används namnet uteslutande på manspersoner, men i Väst (speciellt i USA) används dock namnet Nikita främst på flickor. Nikita är också en film regisserad av Luc Besson, se Nikita (film).
Den 31 december 2007 fanns 730 personer vid namn Nikita folkbokförda i Sverige varav 613 kvinnor och 117 män. 407 av kvinnorna och 95 av männen hade då detta som tilltalsnamn.

## Kända Nikita
- Nikita Chrusjtjov, sovjetisk ledare och politiker
- Nikita Cuffe, australisk vattenpolospelare
- Nikita Filatov, rysk ishockeyspelare
- Nikita Michalkov, rysk regissör och skådespelare
- Nikita Nikitin, rysk ishockeyspelare
- Annat namn för den polska artisten Pati Yang